# حضر (السبرة)

تعديل مصدري - تعديل

حضر محلة تابعة لقرية ذي عدن، التابعة لعزلة عروان بمديرية السبرة إحدى مديريات محافظة إب في الجمهورية اليمنية.، بلغ تعداد سكانها 98 حسب تعداد اليمن لعام 2004.